# Abancaya
Abancaya là một chi bướm đêm thuộc phân họ Tortricinae của họ Tortricidae.

## Các loài
- Abancaya gnypeta Razowski, 1997[2][2][3]